# Antoine de Toulongeon

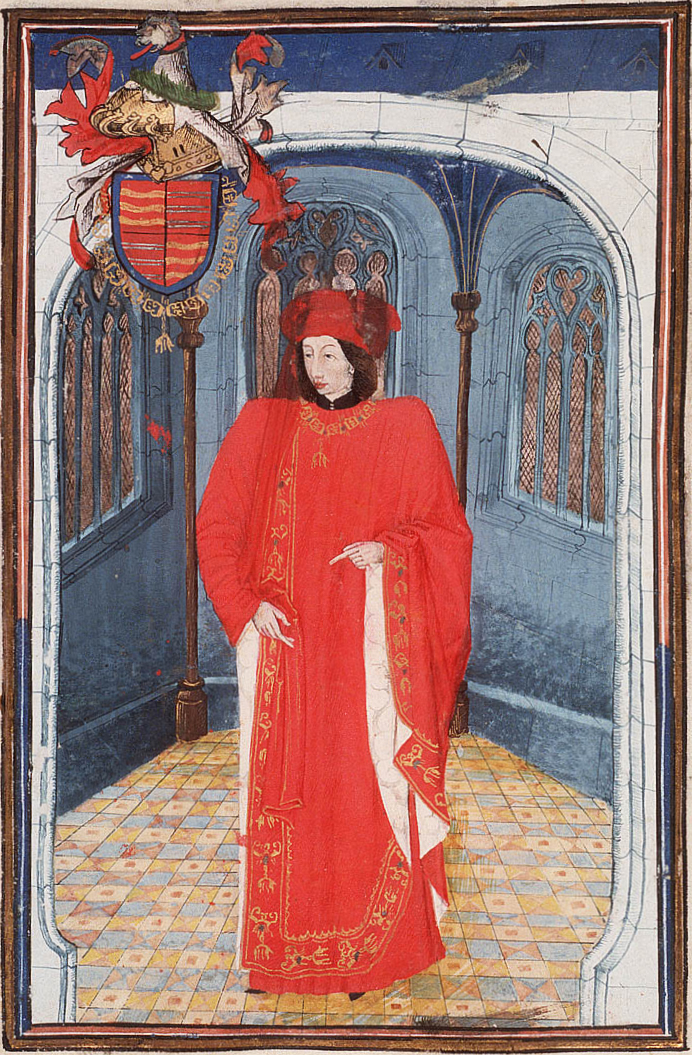
Antoine de Toulongeon, Darstellung um 1473

Wappen Antoines de Toulongeon

Antoine de Toulongeon (auch Thoulongeon) (* 1385; † 29. September 1432) war einer der großen Militärs des Hundertjährigen Kriegs. Er war Botschafter Burgunds in England und Frankreich, Kämmerer und Marschall von Burgund sowie Generalgouverneur von Burgund und Charolais für den häufig abwesenden Herzog. Er war einer der ersten Ritter des Ordens vom Goldenen Vlies.
Antoine de Toulongeon ist der Sohn von Tristan de Toulongeon (1350–1399), Baron de Sennecey, Mitglied im burgundischen Großen Rat, und Jeanne de Cotebrune, dite de Chalon. Bereits sein Großvater Jean de Cotebrune war Marschall von Burgund, ebenso wie Antoines älterer Bruder Jean II. de Toulongeon (1381–1427), Baron de Sennecey et Seigneur de Toulongeon. Ein weiterer Bruder war André de Toulongeon, der 1419 Großstallmeister von Frankreich wurde und 1428 eine Tochter des Herzogs Philipp der Gute heiratete. Seine Schwester war Jeanne de Toulongeon (1382–1419), die zweite Ehefrau Henri de Champdivers’ und dadurch Schwägerin von Odette de Champdivers, der Mätresse des Königs Karl VI.

## Biographie

### In der Zeit des Herzogs Johann Ohnefurcht
Antoine de Toulongeon war Herr von Buxy, La Bastie, Montrichard und Traves, als er 1414 eine Kompanie im Heer Herzog Johanns kommandierte. 1417 befanden sich Antoine und seine Brüder André und Jean II. unter den Baronen, die den Herzog nach Pontoise, Meulan etc. begleiteten. Marcoussis, Dourdan, Palaiseau und weitere Festungen ergeben sich den Burgundern, während Montlhéry belagert werden muss. Am 9. Januar 1418 wurde Antoine der Nachfolger seines Bruders Jean als Kapitän von Troyes, Champagne und Brie.
Enguerrand de Monstrelet erwähnt ihn als einer der Herren, die vom König und vom Herzog zur Belagerung von Rouen (1418–1419) gesandt wurden. Zu dieser Zeit war er Conseiller et Chambellan du Duc de Bourgogne und hatte 2000 Männer unter seinem Kommando. Er gehörte gemeinsam mit Régnier Pot und Henri Goethals zu der Delegation, die am 22. Juli 1419 freies Geleit nach Mantes zugesichert bekam, um Verhandlungen mit dem englischen König Heinrich V. zu führen. Am 6. August folgten sie ihm nach Pontoise, aber auch hier kamen die Verhandlungen nicht zu einem Abschluss, so dass Heinrich V. sie schließlich abbrach. Am 10. September 1419 wurde Herzog Johann Ohnefurcht auf der Brücke von Montereau-Fault-Yonne bei einem Treffen mit König Karl VII. von Frankreich ermordet, wobei Antoine de Toulongeon vergeblich versuchte, das Attentat bzw. dessen Erfolg noch zu verhindern.

### In der Zeit des Herzogs Philipp des Guten
Der neue Herzog, Philipp der Gute, verbündete sich aufgrund des Mordes an seinem Vater mit den Engländern, was Herzog Johann immer vermieden hatte, und ernannte Antoine de Toulongeon zu seinem Vertreter bei der englischen Krone. Nach seiner Rückkehr aus dem Ausland wurde er zum Gouverneur der Maréchaussée Burgund gemacht. Nach dem Tod seines Bruders Jean II. de Toulongeon am 10. Juli 1427 wurde Antoine dann am 6. August in Brügge dessen Nachfolger als Marschall von Burgund, Gouverneur von Burgund und Charolais.
Im Jahr 1430 stellte der Marschall in Châtillon-sur-Saône und Montbard eine Truppe von 4000 Männern auf, um den Ort Chappes zu erobern. Mehrere Tage lang plünderten 800 seiner Reiter dann Bar und seine Umgebung, 150 von ihnen ließen sich in Bar selbst nieder. Der gegnerische königliche Kapitän Barbazan verweigerte jedoch drei Mal den von Toulongeon angebotenen offenen Waffengang, überfiel die Burgunder jedoch aus dem Hinterhalt heraus. Erst am 13. Dezember 1430 kam es zur Schlacht, in der Toulongeon unterlag, woraufhin er sich nach Châtillon zurückziehen musste.
Als in den darauf folgenden Jahren im Herzogtum Lothringen ein Krieg zwischen Antoine de Vaudémont und dessen Schwager René d’Anjou, Graf von Bar, um die Nachfolge des Herzogs Karl II. ausbrach, brachte Marschall Toulongeon, der mit Vaudemont befreundet war, den burgundischen Staatsrat dazu, einen eventuellen Machtzuwachs Renés als so gefährlich anzusehen, dass ein Eingreifen für erforderlich gehalten wurde, bevor René nach einem Sieg die Eroberung Burgunds ins Auge fassen konnte. Da der burgundische Adel sich aber nicht in der Lage sah, genügend Männer aufzustellen, um der Bedrohung aktiv zu begegnen, reiste Toulongeon nach Brüssel zu Philipp dem Guten, um ihn um Unterstützung durch Soldaten aus der Picardie und dem Artois zu bitten. Der Brüsseler Rat des Herzogs lehnte den Antrag jedoch mit dem Hinweis auf die ebenfalls prekäre Situation im Artois ab, so dass Toulongeon und Vaudemont damit begannen, ein Söldnerheer aus 1000 bis 1200 Männern, die seit langem von Plünderungen lebten, aufzustellen. Herzog Philipp schickte noch einige Picarden, und Toulongeon führte beide Gruppen nach Montsaugeon bei Langres, wo Vaudemont mit seinen Anhängern zu ihnen stieß.
Über Jonvelle und Châtillon-sur-Seine fielen die Marschälle Antoine de Toulongeon und Antoine de Vergy plündernd ins Barrois ein. Die Lothringer unter René d’Anjou und ein französisches Kontingent unter Barbazan stellten sich den Burgundern entgegen, und am 2. Juli 1431 kam es bei Neufchâteau zur Schlacht von Bulgnéville, in der Toulongeon zwar im Gesicht verwundet wurde, allerdings auch einen vermeintlich entscheidenden Sieg über Lothringen davontrug. Barbazan starb an den in der Schlacht erlittenen Wunden und René geriet in Gefangenschaft und musste später an Toulongeon bzw. seine Erben 200.000 Taler Lösegeld zahlen.
Antoine de Toulongeon selbst starb am 29. September 1432, ein reichliches Jahr nach seinem Sieg, und wurde in der Kirche von Toulongeon bei Orgelet im Jura bestattet. Sein Nachfolger als Marschall von Burgund wurde Pierre de Bauffremont, ein Urenkel Philippe de Jonvelles.

## Ehen und Nachkommen
Antoine de Toulongeon heiratete in erster Ehe Béatrice de Saint-Chéron, Tochter von Jean ; ihre Mutter stammte aus dem Haus Vergy. Ihre Kinder waren:
- Jean III. de Toulongeon, Seigneur de Traves, ⚭ Claudine de Blâmont, Dame de Vellexon
- Jeanne de Toulongeon, ⚭ Jean de Grandson.
- Claude de Toulongeon, Seigneur de Toulongeon, Ritter des Ordens vom Goldenen Vlies ; ⚭ Guillemette de Vergy, Dame de Bourbon-Lancy.

1424 heiratete Antoine de Toulongeon in zweiter Ehe Catherine de Bourbon, Dame de Clessy, eine Urenkelin von Louis I. de Bourbon. Sie starb in ihrem Haus in Clessy (Chassy (Saône-et-Loire)). Ihre Kinder waren Tristan II., Georges und Catherine de Toulongeon.
Siehe auch Haus Toulongeon